# Anna Maria Cantù
Anna Maria Cantù (Cremona, 13 gennaio 1923 – Torino, 23 luglio 2008) è stata una velocista italiana.

## Biografia
Nata nel 1923 a Cremona, si trasferì da bambina a Torino. 
Nel 1946 e 1947 fu campionessa italiana sia nei 200 m con i tempi rispettivamente di 26"4 e 26"6, sia nella staffetta 4×100 m con la Venchi Unica Torino, in squadra con Franca Audifredi in entrambi gli anni, oltre che con Italia Lucchini e Lucia Sereno nel 1946 e Rosanna Argenta e Regina Coltella nel 1947, con i crono di 50"6 e 50"8.
A 24 anni partecipò ai Giochi olimpici di Londra 1948, nella staffetta 4×100 m con Mirella Avalle, Marcella Jeandeau e Liliana Tagliaferri, non arrivando al traguardo in batteria.
Morì nel 2008, a 85 anni.

## Palmarès
| Anno | Manifestazione  | Sede   | Evento            | Risultato | Prestazione | Note |
| ---- | --------------- | ------ | ----------------- | --------- | ----------- | ---- |
| 1948 | Giochi olimpici | Londra | Staffetta 4×100 m | Batteria  | dnf         |      |

## Campionati nazionali
- 2 volte campionessa nazionale nei 200 m piani (1946, 1947)
- 2 volte campionessa nazionale nella staffetta 4×100 m (1946, 1947)

1943
- Argento ai campionati italiani assoluti, 200 m piani - 26"5
- Argento ai campionati italiani assoluti, staffetta 4x100 m - 50"6

1945
- Argento ai campionati italiani assoluti, 200 m piani - 27"4

1946
- Oro ai Campionati nazionali italiani, 200 m piani - 26"4
- Oro ai Campionati nazionali italiani, staffetta 4×100 m - 50"6

1947
- Oro ai Campionati nazionali italiani, 200 m piani - 26"6
- Oro ai Campionati nazionali italiani, staffetta 4×100 m - 50"8